# Buonanotte Desdemona (buongiorno Giulietta)
Buonanotte Desdemona (buongiorno Giulietta) è un'opera teatrale in tre atti scritta dalla commediografa canadese Ann-Marie MacDonald.
Rappresentata per la prima volta a Toronto nel 1988, è stata pubblicata nel 1990 in Canada e nel 2005 in Italia. Con quest'opera l'autrice ha vinto il premio Canadian Author's Association.

## Trama

### Prologo
Dopo una breve pantomima che rievoca i finali di Romeo e Giulietta e di Otello e mostra la protagonista, Costanza Ledbelly, che si licenzia, il Coro parla di alchimia, e spiega che proprio grazie all'alchimia, la giovane Costanza festeggerà, oltre al suo compleanno, la sua rinascita.

### Atto I
Costanza, ventottenne canadese laureata in letteratura e assistente universitaria, lavora come ghost-writer per il Professor Notte e contemporaneamente è alle prese con la stesura della tesi di dottorato. La sua tesi su Shakespeare è piuttosto controversa: Romeo e Giulietta e Otello sarebbero infatti commedie mancate, saccheggiate da un originale manoscritto alchemico, il Manoscritto Gustav, ancora non decifrato.
La sua teoria si basa sulla constatazione che, in questi drammi, la tragedia nasce da semplici e tragiche incomprensioni: Costanza, di conseguenza, crede che, se nella trama apparisse un Buffone o un personaggio affine che rivelasse l'equivoco, l'intreccio sfocierebbe in un lieto fine, cosa che invece non avviene.
A pochi giorni dal suo ventinovesimo compleanno, la ragazza subisce un duro colpo: il Professor Notte parte per Oxford e come sua assistente ha scelto Ramona, una sua brillante studentessa: Costanza invece si trasferirà in un'altra città. La ragazza, crollata psicologicamente, decide di licenziarsi: mentre aspetta di parlare col rettore butta via tutte le sue cose, e tra queste anche il Manoscritto. Ma all'improvviso il testo del Manoscritto le si svela davanti agli occhi.
questa strana magnifica alchimia,
dove le parole si tramutano in chimere,
e la somme di due più uno è uno e così sia;
apri questo libro se consenti il via
a una fuga nell'illusione
col rischio del non ritorno e della perdizione...
finché scoperto avrai chi tu davvero sia.
E trovato l'Autore di questa allegoria.»
(Ann-Marie MacDonald, Buonanotte Desdemona (buongiorno Giulietta), Reading Theatre, 2005, pag.41)
Costanza apre il libro, e alcuni fogli del manoscritto cadono nella spazzatura. La giovane prova a raccoglierli, ma all'improvviso, tra "effetti deformanti", il bidone la risucchia.

### Atto II
Con sua grande sorpresa, Costanza finisce nella tragedia Otello, proprio nel momento in cui Iago racconta al Moro la faccenda del fazzoletto: la giovane universitaria, per salvare la situazione, svela la menzogna. Il generale le dimostrerà la sua riconoscenza, e le chiederà di diventare la sua consigliera. Anche Desdemona, la bella moglie di Otello, farà amicizia con Costanza e le dimostrerà la sua enorme stima: le insegnerà inoltre l'autostima e il rispetto di sé. La ragazza così capirà di aver sprecato anni della sua vita per un uomo che l'ha sfruttata e non l'ha nemmeno ringraziata.
Iago, intanto, trama alle spalle di Costanza, a causa della quale ora è costretto ai lavori forzati: accusa la ragazza di aver sedotto Otello e di essere un'infedele. Per provare la sua teoria, ricorda a Desdemona la singolare confidenza tra Costanza e Otello (che davanti alla moglie le dà una collana di diamanti) e le mostra una delle pagine mancanti del manoscritto, illeggibile agli occhi di entrambi e perciò spacciato per un codice turco.
Desdemona si convince che le cose stanno come le ha detto Iago, e, sempre più nervosa, aggredisce Costanza: la ragazza, proprio in quel momento, trova il primo foglio del manoscritto: deve andare a Verona e trovare il terzo componente della trinità. Appena finisce di leggere, viene trascinata via dalla deformazione spazio-tempo, perdendo la gonna che indossava e rimanendo in calzamaglia. Desdemona decide che, qualora dovesse ritrovare Costanza, la ucciderà.

### Atto III
Costanza si ritrova a Verona, e interrompe il duello tra Mercuzio e Tebaldo. Avendo perso la gonna, si finge un giovane maestro greco, Costantino, e rivela le nozze di Giulietta e Romeo. Tebaldo e Romeo fanno la pace, e come buoni amici decidono di portare alle terme l'uomo artefice della loro felicità. Costanza, ovviamente, rifiuta, ma il breve incontro basterà al giovane Montecchi per innamorarsi di lei.
Romeo e Giulietta, infatti, non si amano più: lui preferisce andare in giro a divertirsi, e lei muore di noia, salvo poi riprendersi alla prospettiva della festa di nozze e dei probabili incontri galanti.
Costanza, venuta a sapere della festa in maschera organizzata dal signor Capuleti, decide di andare. Ovviamente Romeo non perde occasione: le confessa il suo amore, con sommo disappunto di Tebaldo. Ma quando Romeo la presenta a Giulietta, anche la sposina si innamora di lei. Non comprendendo l'inclinazione sessuale di Costantino, Giulietta decide di indossare i panni del marito, e viceversa.
I due si alternano sotto il balcone dell'accademica, con l'obiettivo di sedurla. Giulietta è la prima ad arrivare, vestita da Romeo: nel corso di una lunga conversazione Costanza le parla un po' di sé e della sua vita: capisce così che se si è fatta sfruttare per anni, lo ha fatto perché era perdutamente innamorata del Professore, e per lui avrebbe fatto qualunque cosa. Giulietta le consiglia di porre fine al suo dolore uccidendosi, ma Costanza deve ancora trovare l'Autore del manoscritto. La giovane Capuleti sembra saperne qualcosa e le propone di vedersi a casa sua: Costanza accetta e la segue a distanza, lasciando l'inconsapevole Romeo in abiti femminili con un pugno di mosche.
Mentre attraversa il cimitero che separa casa Montecchi da casa Capuleti, uno Spettro appare a Costanza, che le dà un indizio sull'identità dell'Autore: 
(Ann-Marie MacDonald, Buonanotte Desdemona (buongiorno Giulietta), Reading Theatre, 2005, pag.94)
Costanza non capisce, e lo spettro scompare. Tebaldo, che l'ha seguita, l'aggredisce: Romeo - ancora vestito da donna - si mette in mezzo e Costanza va da Giulietta.
Ma Giulietta ha mentito, non ne sa nulla, e per punirsi tenta di uccidersi: Costanza la ferma e le rivela di essere una donna. La ragazza capisce, e fa una proposta: iniziare comunque una relazione omosessuale. La donna acconsente, ma mentre stanno per andare a letto, trova nella camicetta di Giulietta la seconda pagina del Manoscritto. Quello che c'è scritto è un ordine: deve prendere Desdemona e riunire la trinità, o morirà prima di compiere i 30 anni.
La deformazione, all'improvviso, si apre, ma sembra non succedere nulla. Invece qualcosa è accaduto: nel letto si trova Desdemona. La donna, davanti a una terrorizzata Giulietta, cerca di uccidere Costanza, accusandola di aver sedotto Otello e avergli rubato i gioielli, ma quando sta per ucciderla, scopre che Otello l'aveva incaricata di tenerli da parte, per poi consegnarli a Desdemona il giorno del suo compleanno. Capito l'equivoco, Desdemona si scusa, e viene incaricata di cercare Giulietta, scappata nel frattempo. In quel momento arriva Tebaldo: Costanza si finge morta e viene portata nel sepolcro dei Capuleti.
Giulietta, rimasta nascosta per tutto il tempo, la segue intenzionata ad uccidersi. Costanza si sveglia appena in tempo per salvarla, e per farle conoscere Desdemona, ma le due cominciano a battibeccare: sono convinte di avere voluto più bene a Costanza dell'altra, e vogliono entrambe tenerle con sé. La ragazza le interrompe, seccata: ricorda loro che la vita è ben altro che una continua tragedia, rinfaccia a Desdemona di essere peggio di Otello e a Giulietta di non essere capace di vivere. Le due donne capiscono, e promettono di cambiare.
Costanza intuisce che la sua tesi era giusta, ma non ha ancora trovato l'Autore. Sarà lo Spettro a farle capire che non doveva cercare tanto: l'Autore era proprio lei. Una volta capito, la ragazza, dopo aver salutato le amiche, si risveglia nel suo ufficio.

## Interpretazione psicologica
La storia di Costanza, pur celandosi dietro la rivisitazione di due classici shakespeariani, è in realtà quella di una rinascita interiore, mediata attraverso le conoscenze e i tormenti che la giovane ha nella vita reale. Dopo aver raggiunto il punto più basso della sua esistenza, in cuore suo intuisce che nella sua vita deve cambiare qualcosa. E ricomincia grazie a quello che nella contingenza conosce meglio: la sua tesi di dottorato. Nei personaggi oggetto dei suoi studi Costanza vede la sua personalità e parte della propria vita: i personaggi maschili sono gli alter ego dell'uomo amato da Costanza, il Professor Notte, mentre i personaggi femminili (che compiono gli anni lo stesso giorno della protagonista) sono gli alter ego della stessa Costanza. In Desdemona giace la sua parte aggressiva e decisa, sicurà di sé e conscia dei suoi diritti, mentre in Giulietta vive il suo essere romantica, sensibile e con tendenze autodistruttive. Con tutti dovrà confrontarsi: con gli uomini per esorcizzare la memoria dell'uomo che le ha infranto il cuore, con Desdemona per capire che anche lei ha una dignità, con Giulietta per ragionare con la parte più delicata di sé, ed evitare di autodistruggersi. Solo così, può davvero ripartire e ritornare alla vita reale con maggiore sicurezza di prima.

## Edizioni
Ann-Marie MacDonald, Buonanotte Desdemona (buongiorno Giulietta), Reading Theatre, 2005, pag. 128, traduzione di Monica Capuani. ISBN 8887486220